# Hans Bloks
Hans Bloks (* 7. Dezember 1982) ist ein ehemaliger niederländischer Radrennfahrer.

## Karriere
Hans Bloks begann seine internationale Karriere 2003 bei dem niederländischen Radsportteam Löwik-Tegeltoko. In der Saison 2006 war er beim Mannschaftszeitfahren der Zuidenveld Tour erfolgreich und er gewann die erste Etappe der Triptyque Ardennais. Seit 2007 fährt Bloks für das Cyclingteam Jo Piels. In der Saison 2008 konnte er die Gesamtwertung der Tour de Hongrie für sich entscheiden.

## Erfolge
2008
- Gesamtwertung Tour de Hongrie

## Teams
- 2003 Löwik-Tegeltoko
- 2004 Löwik Meubelen-Tegeltoko
- 2005 Löwik Meubelen-Van Losser
- 2006 Löwik Meubelen
- 2007 Cyclingteam Jo Piels
- 2008 Cyclingteam Jo Piels
- 2009 Cycling Team Jo Piels
- 2010 Cyclingteam Jo Piels (bis 31.07.)